# David Pinsent
David Hume Pinsent (pronuncia: /ˈpɪnˌsɛnt/; Birmingham, 24 maggio 1891 – Farnborough, 8 maggio 1918) è stato un filosofo britannico, collaboratore e amico di Ludwig Wittgenstein.

## Biografia
Nato nell'area di Edgbaston a Birmingham, era un lontano discendente del filosofo empirista scozzese David Hume. Ottimo studente di matematica all'Università di Cambridge (George Paget Thomson lo definì «il miglior studente del mio anno, nonché uno dei più brillanti che io abbia mai conosciuto»), in seguito studiò anche legge. Nel 1912 conobbe, tramite Bertrand Russell, Ludwig Wittgenstein, di cui divenne buon amico. Il loro legame si strinse soprattutto grazie alla comune passione per la musica: dapprima Wittgenstein sottopose Pinsent, bravo pianista, ad alcuni esperimenti sul valore del ritmo nella musica che vennero condotti in un laboratorio di psicologia di Cambridge, con la collaborazione di Charles Samuel Myers; quindi i due cominciarono a frequentare insieme i concerti del Musical Club dell'università.
Nel 1912 e nel 1913 i due trascorsero insieme le vacanze estive, prima in Islanda, quindi in Norvegia. Nel suo diario (1912-1914) Pinsent parla spesso dei suoi viaggi e delle sue frequentazioni con il celebre filosofo austriaco. Durante la prima guerra mondiale, essendo stato dichiarato inabile al servizio di leva, lavorò come pilota collaudatore presso il Royal Aircraft Establishment. L'8 maggio 1918, pochi mesi prima che il conflitto si concludesse, morì in un incidente aereo. Alla memoria di David Hume Pinsent è dedicato il Tractatus logico-philosophicus di Wittgenstein.